# The Amazing Spider-Man (serie televisiva)
The Amazing Spider-Man è una serie televisiva dedicata all'Uomo Ragno, famoso eroe dei fumetti Marvel Comics. Il serial iniziò nel 1977 e terminò nel 1979, dopo due stagioni. Fu trasmesso dalla rete televisiva CBS e prodotta dalla Paramount Pictures.
In Italia è inedita.

## Episodi
| Stagione         | Episodi | Prima TV originale |
| ---------------- | ------- | ------------------ |
| Prima stagione   | 6       | 1977-1978          |
| Seconda stagione | 8       | 1978-1979          |

## Produzione
Nell'episodio pilota della serie Zia May era interpretata dall'attrice Jeff Donnell. Per la seconda stagione vi furono alcuni cambiamenti nel cast, con l'uscita del personaggio del Capitano Barbera e l'inserimento della bella fotoreporter Julie Masters. Tra i vari interpreti che hanno partecipato alla serie vi sono Morgan Fairchild, Joanna Cameron, Madeleine Stowe, Geoffrey Lewis, Ted Danson e Rosalind Chao.
Gli episodi hanno una durata di 60 minuti, escluso il primo (L'Uomo Ragno) che dura 92 minuti. Alcuni episodi furono anche diffusi accorpati: L'Uomo Ragno colpisce ancora riunisce gli episodi 2 e 3, mentre L'Uomo Ragno sfida il Drago è costituito dagli ultimi due episodi della serie.

## Accoglienza
La serie fu trasmessa dalla rete televisiva CBS, che aveva avuto successo con un altro eroe della Marvel Comics: L'incredibile Hulk. I fan non gradirono molto la serie visti i notevoli cambiamenti: mancanza di veri villains e i pochissimi personaggi ripresi dal fumetto. Tra questi personaggi ci sono il burbero J. Jonah Jameson e la zia May, mentre il personaggio di Joseph Robbie Robertson (interpretato da Hilly Hicks) appare solo nel pilot, poi in questa serie sono esclusi molti personaggi come zio Ben, Goblin e tanti altri. Inoltre il creatore del fumetto Stan Lee si dissociò dal progetto nonostante comparve nei credits come "script consultant". Anni dopo dichiarò in un'intervista che la serie era "troppo giovanile".
Nonostante questi fattori la serie risultò avere ottimi riscontri di pubblico, risultando durante la prima stagione tra i 20 show più visti della CBS, ma venne sospesa per i costi troppo alti che richiedeva e perché la rete televisiva non voleva trasmettere l'idea di essere il "network dei supereroi", cancellando così la serie assieme a quella di Wonder Woman, ma mantenendo l'incredibile Hulk fino al 1982.

## Revival falliti
Tra il 1980 e gli inizi del 1990 si tentò di riportare in scena la serie. La prima idea era quella di riproporre il cast di The Amazing Spider-Man insieme a quello della serie TV L'incredibile Hulk: questo non solo avrebbe permesso un team-up tra Spider-man e Hulk, ma avrebbe consentito di ospitare anche altri eroi della Marvel Comics. Qui Spider-man avrebbe indossato la tuta nera. 
L'idea fu abbandonata quando l'attore che interpretava Bruce Banner nella serie dedicata a Hulk, Bill Bixby, morì di cancro nel 1993. Un'altra idea voleva una nuova serie sull'eroe ma durante la pre-produzione questa idea fu messa da parte in quanto ci furono divergenze artistiche, dato che si voleva far diventare l'eroe un mutante.